# Kanton Ouzouer-sur-Loire
Der Kanton Ouzouer-sur-Loire war von 1790 bis 2015 ein französischer Wahlkreis im Arrondissement Orléans, im Département Loiret und in der Region Centre-Val de Loire; sein Hauptort war Ouzouer-sur-Loire.

## Gemeinden
Der Kanton umfasste Wahlberechtigte aus sechs Gemeinden:
| Gemeinde               | Einwohner Stand 2015 | Fläche | Bevölkerungsdichte | Postleitzahl | Code INSEE |
| ---------------------- | -------------------- | ------ | ------------------ | ------------ | ---------- |
| Bonnée                 | 702                  | 11,61  | 60                 | 45039        | 45460      |
| Les Bordes             | 1822                 | 24,02  | 76                 | 45042        | 45460      |
| Bray-Saint-Aignan      | 1769                 | 22,32  | 79                 | 45051        | 45460      |
| Dampierre-en-Burly     | 1423                 | 47,44  | 30                 | 45122        | 45570      |
| Ouzouer-sur-Loire      | 2710                 | 34,27  | 79                 | 45244        | 45570      |
| Saint-Benoît-sur-Loire | 2055                 | 18,27  | 112                | 45270        | 45730      |